# Bernard L. Kowalski
Bernard L. Kowalski (Brownsville, 2 agosto 1929 – Los Angeles, 26 ottobre 2007) è stato un regista statunitense.
Si è particolarmente distinto nella televisione girando molti episodi delle serie televisive Colombo, Gli intoccabili, Missione Impossibile, Magnum, P.I. e altre.

## Filmografia
- Giovani delinquenti (Hot Car Girl) (1958)
- Night of the Blood Beast (1958)
- L'attacco delle sanguisughe giganti (Attack of the Giant Leeches) (1959)
- Blood and Steel (1959)
- Las Vegas Beat – film TV (1961)
- Krakatoa, est di Giava (Krakatoa, East of Java) (1969)
- Stiletto,  (1969)
- Macho Callagan (Macho Callahan) (1970)
- Terror in the Sky – film TV (1971)
- Tenente Colombo, episodio Una trappola per Colombo (Death Lends a Hand) – serie TV, (1971)
- Black Noon – film TV (1971)
- Women in Chains – film TV  (1972)
- Two for the Money – film TV (1972)
- The New Healers – film TV (1972)
- The Woman Hunter – film TV (1972)
- Kobra  (SSSSSSS) (1973)
- La valle delle arance (In Tandem) – film TV (1974)
- Tenente Colombo, 4x1 (An Exercise in Fatality) – serie TV, (1974)
- Tenente Colombo, Playback, Série TV (1975)
- The Supercops – film TV (1975)
- Tenente Colombo,  Ciak si uccide (Fade in to Murder),  film TV (1976)
- Flight to Holocaust – film TV (1977)
- Nel silenzio della notte (The Nativity) – film TV (1978)
- Marciano – film TV (1979)
- Nick and the Dobermans – film TV (1980)
- Turnover Smith – film TV (1980)
- Nightside – film TV (1980)
- Miracle at Beekman's Place – film TV (1988)
- Nashville Beat – film TV (1990)